# Rescissione
Nell'ordinamento italiano, gli artt. 1447 e 1448 del Codice civile prevedono due azioni di rescissione quale rimedio processuale per rimuovere negozi con prestazioni non eque a causa di una patologica formazione del consenso.

## Storia
L'istituto rescissorio compare, nell'ordinamento romano, con ogni probabilità, intorno al III secolo d.C.; nondimeno la prima traccia scritta di esso compare nel Codex Iustinianus in due rescritti (C.I. 4.44.2 e 4.44.8), i quali dichiarano di riportare due constitutiones emesse dagli imperatori Diocleziano e Massimiano; la prima di queste emessa a favore di tal Aurelio Lupo.

Il frammento del rescritto è catalogato sotto la rubrica De rescindenda venditione:

Com queritur qualiter consulatur decepto in venditione est ita breviter distinguendum quia aut est deceptus ultra dimidiam iusti pretii aut infra.

Altri autori ritengono che il fondamento storico dell'art. 1448 citato sia di origini medioevali e risalga alla in integrum restitutio che, nello stesso tempo, serviva due scopi opposti:
- conservazione dei patrimoni nella loro consistenza, pur garantendo la circolazione dei beni;
- conservazione del negozio, in quanto modificativo dei patrimoni.

Una ricostruzione storiografica della rescissione deve farsi in modo necessariamente frammentato, in quanto solo dall'analisi dei singoli documenti si può risalire agli episodi in cui venivano realmente perseguiti i due scopi in maniera simultanea.

Durante il periodo dell'Alto Medioevo, infatti, non c'erano organi giurisdizionali che tutelassero gli interessi dei soggetti privati; inoltre, era pressoché assente la circolazione degli immobili, e in più l'economia era strettamente connessa a istanze di indole istituzionale.

Gli organi dinanzi ai quali si discuteva di contratti viziati da laesio enormis erano consoli cittadini, giudici ecclesiastici, giudici imperiali. Tutti questi organi applicavano (più o meno) la costituzione impediale accolta nel Codex Iustinianeus, dove era richiamato il frammento del rescritto di Diocleziano.

## La ratio del rimedio rescissorio
Coerentemente con gli ideali dell'illuminismo una prima trattazione scientifica della rescissione si rinviene nelle opere di R.J. Pothier (ma qualche interessante considerazione già in C. Thomasius, Tractatio iuridica de aequitate cerebrina Legis II Cod. de Rescindenda Venditione eiusque usu practico, in Dissertationum academicarum, III, Halae Magderburgicae, 1777, p. 621). Secondo l'illustre autore francese:
(R.J. Pothier, Trattato del contratto di vendita, II ed. trad. it. Napoli 1820, I, p. 170 par. 208)
Dunque in origine si giustifica il rimedio come fondato sull'ignoranza della parte lesa circa il valore del bene compravenduto. In altri termini l'azione veniva ricondotta all'area dei vizi del consenso e in particolare, diremmo oggi, a quella dell'errore sul valore.
Il code Civil e il nostro abrogato del 1865 non codificano l'azione in modo difforme da quanto contenuto nel codice giustinianeo.
Una radicale modifica è invece introdotta con il codice attuale (1942). La dottrina avvertiva, già da tempo, la necessità di far emergere la patologia sottesa all'azione, atteso che sino a quel momento il rimedio veniva accordato per il sol requisito dell'iniquità delle prestazioni. Si impose, in commissione redigente, un orientamento secondo cui l'azione sarebbe dovuta diventare il rimedio civilistico avverso i contratti usurari diversi dai negozi di finanziamento (per i quali veniva invece prevista la disposizione di cui all'art. 1815).
Così da un lato nell'attuale art. 1448 c.c. venne trasfuso l'abrogato art. 1529, menzionando esplicitamente lo stato di bisogno e l'approfittamento (elementi già presenti nel testo allora in vigore per l'art. 644 del codice penale); dall'altro nell'art. 1447 c.c. si riassunsero alcune norme pertinenti al diritto della navigazione.
Il risultato fu l'introduzione di un rimedio contrattuale fondato su un'alterazione dell'equilibrio economico del contratto quale prodotto di una patologica formazione dell'accordo.

Alla stregua di un'analisi economica del diritto può anche dirsi che il contratto è un'operazione economica fondata sul concetto aristotelico della cosiddetta giustizia commutativa: lo scambio di prestazioni avviene dopo il procedimento di formazione della volontà ed è formalizzato in un rapporto che rispecchia un substrato economico, ispirato al principio di utilità marginale, secondo cui le parti tendono a incontrarsi nel punto più alto consentito dalle rispettive curve di indifferenza.

È qui che i contraenti raggiungono una soddisfacente distribuzione delle risorse, tale che ciascuno di essi riesce a soddisfare le proprie aspettative e massimizzare le proprie risorse.

Quando la contrattazione non avviene in condizioni "normali", sopravviene la cd. giustizia distributiva , che ha per oggetto il contenuto dell'operazione economica e mira a correggerne l'iniquità. E spesso, è la stessa Corte costituzionale a fare riferimento alla giustizia distributiva sub specie di "utilità sociale" come valore fondamentale dell'economia.

Ma la giustizia distributiva ha molti profili che vanno dall'integrità del consenso contrattuale al comportamento deviante (malafede, scorrettezza), alla funzione concreta dello scambio.
Senza alcun dubbio l'art. 1447 c.c. non ha offerto buona prova di sé, atteso che dal 1942 sino a oggi in nessuna sentenza è stata pronunciata la rescissione del contratto in forza della norma citata.

Qualche maggior successo può, invece, essere ascritto all'art. 1448 c.c, il quale tuttavia è stato, dalla giurisprudenza, esautorato proprio della disciplina dei contratti usurari, per i quali era stato in origine introdotto nel sistema. Per la giurisprudenza, infatti, la contestuale sussistenza del reato d'usura (quando commesso con negozi diversi da quelli di finanziamento), impone l'applicazione del combinato disposto degli artt. 1418, comma 1 c.c. e 644 c.p. con conseguente nullità del contratto medesimo, lasciando all'art. 1448 c.c. la residuale funzione di governare le fattispecie ove il reato non sussiste, vale a dire le ipotesi in cui il soggetto avvantaggiato dall'iniquità era solo a conoscenza del bisogno altrui senza essersene anche approfittato.

Allo stato, dunque, se il reato d'usura è commesso per mezzo di un mutuo o altro negozio di finanziamento, la tutela civilistica per la vittima si rinviene nell'art. 1815 c.c. al quale spetta il compito di convertire il mutuo da oneroso a gratuito (id est: nullità della clausola usuraria); se il reato sottende un negozio usurario di scambio diverso dai negozi di finanziamento, la sorte del contratto-mezzo per il perfezionamento del reato è la nullità ex artt. 1418 c.c. e 644 c.p.

## Gli elementi costitutivi
Sono elementi costitutivi della complessa fattispecie rescissoria:
- le condizioni inique che generano lo squilibrio tra le prestazioni, ossia l'alterazione del sinallagma (art. 1447 cod. civ.), nella proporzione della cd. lesione ultra dimidium (art. 1448 cod. civ.)
- lo stato di necessità o bisogno di una delle parti
- la conoscenza e l'approfittamento del bisogno altrui

L'alterazione del sinallagma è un'anomalia consistente nella difformità delle prestazioni dagli attuali valori di mercato: la sussistenza di uno stato di pericolo o di bisogno consente a un contraente di ottenere un eccessivo profitto ai danni dell'altro, cioè il cd. iugulato (termine che, intuitivamente, richiama l'atto dello strangolare, del "prendere per la gola").
Il concetto di "approfittamento" è un concetto ampio: esso consiste nelle determinazione del soggetto avvantaggiato di non voler concludere nessun altro contratto se non quello per sé proficuo, e ciò unicamente in ragione della sua consapevolezza del bisogno altrui. Tale determinazione deve essere manifestata alla controparte, anche in modo implicito in ragione delle circostanze della contrattazione (cd. "prendere o lasciare").
Lo "stato di bisogno" consiste nella necessità di procurarsi un determinato bene per sottrarsi a un più grave pregiudizio (anche di natura non patrimoniale) diverso da quello espresso dalla sola mancanza del bene (non è stato di bisogno quello espresso dal collezionista il quale desidera a tutti costi "il pezzo" per completare la sua collezione).
In ordine alla fattispecie rescissoria bisogna guardare all'illiceità e immoralità del comportamento dello sfruttatore, comportamento che ha condotto a una alterazione economica dello spostamento patrimoniale: in altre parole, la rescissione qui sanziona l'abuso economico, quale effetto di un abuso comportamentale.

La sproporzione evoca un'anomalia procedurale nella conclusione del contratto: l'indagine si indirizza quindi verso l'integrità del consenso e alla valutazione delle conseguenze oggettive dell'anomalia.